# مستصفرة أليفة الملت
مستصفرة أليفة الملت (الاسم العلمي: Xanthomonas maltophilia) هي نوع من البكتيريا يتبع جنس المستصفرة من الفصيلة المستصفرية. سمي هذا النوع نسبةً للملت.	